# Gaston Dassonville
Pour les articles homonymes, voir Dassonville.
Gaston Dassonville, né le 16 mars 1893 à Lewarde (Nord) et mort le 8 mai 1965 à Auchy-les-Mines (Pas-de-Calais), est un résistant et un homme politique français. Membre de la première et de la deuxième Assemblée nationale constituante (Pas-de-Calais), il est également député du Pas-de-Calais de 1946 à 1955.

## Biographie
Fils d'un cocher, au début de la Première Guerre mondiale, en 1914, Gaston Dassonville est mobilisé dans l'infanterie. Plus tard il rejoindra l'aviation. Il reçoit la Croix de guerre 1914-1918. 
Il devient instituteur, puis directeur d'école. 
Avant même l'armistice de juin 1940, Gaston Dassonville s'engage dans la résistance contre l'Allemagne. Il commande la compagnie des FFI d'Hazebrouck et fait partie des fondateurs du mouvement « Voix du Nord ».
C'est ce mouvement qui le délègue à l'Assemblée consultative provisoire en novembre 1944. 
Il est ensuite élu député communiste du Pas-de-Calais, de 1945 à 1955. 

## Décorations
Gaston Dassonville est récipiendaire des décorations suivantes :
- Officier de la Légion d'honneur (décret du 24 juin 1946) à titre militaire en tant que "lieutenant-colonel des ex-FFI" ; chevalier à titre militaire par arrêté du 16 mars 1921[1]
- Médaille militaire (31 octobre 1915)[1]
- Croix de guerre 1914–1918 (4 citations)
- Croix de guerre 1939–1945, palme de bronze (attribution comprise dans sa promotion comme officier de la Légion d'honneur)
- Médaille de la Résistance française (décret du 3 août 1946)[4]
- Insigne des blessés militaires (3 blessures : le 15 juin 1914, le 9 juin 1918 et le 14 juin 1918)
- Croix de guerre (Belgique) (14 février 1918)